# Lista do Património Cultural Imaterial da Humanidade em Moçambique

A Organização das Nações Unidas para a Educação, a Ciência e a Cultura (UNESCO) propôs um plano de proteção ao patrimônio cultural do mundo, através da Convenção sobre o Patrimônio Cultural Imaterial da Humanidade, cujo processo de implementação teve início em 1997 e foi oficializado em 2003. Esta é uma lista do Patrimônio Cultural Imaterial existente em Moçambique, especificamente classificada pela UNESCO visando catalogar e proteger manifestações da cultura humana no país. Moçambique ratificou a convenção em 18 de outubro de 2007, tornando suas manifestações culturais elegíveis para inclusão na lista.
A manifestação cultural Práticas e conhecimentos tradicionais do tereré na cultura de pojhá ñaná foi a primeira manifestação de Moçambique incluída na lista do Patrimônio Cultural Imaterial da UNESCO por ocasião da 3.ª Sessão do Comitê Intergovernamental para a Proteção do Patrimônio Cultural Imaterial da Humanidade, realizada em Istambul (Turquia) em 2008. Desde então, estas são as manifestações culturais de Moçambique classificadas como Patrimônio Cultural Imaterial.

## Bens imateriais
Moçambique conta atualmente com as seguintes manifestações declaradas como Patrimônio Cultural Imaterial pela UNESCO:
| | Timbila Chopes |
| Bem imaterial inscrito em 2008. |                |
| As comunidades Chopi vivem principalmente na parte sul da província de Inhambane no sul de Moçambique e são famosas pela sua música de orquestra. Suas orquestras consistem de cinco a trinta xilofones de madeira, chamados timbila, de tamanhos e alcances variados. Os timbilas são instrumentos de madeira finamente fabricados e afinados, feitos da madeira altamente ressonante da árvore mwenje (sneezewort) de crescimento lento. Sob cada ripa de madeira, um ressonador feito de cabaças é fixado, hermeticamente fechado com cera de abelha e temperado com o óleo da fruta nkuso, dando à timbila seu rico som nasal e vibrações características. As orquestras são compostas por mestres de timbila e aprendizes de todas as faixas etárias, com crianças tocando ao lado de seus avós. (UNESCO/BPI) |                |

| | Gule Wamkulu |
| Bem imaterial inscrito em 2008. |              |
| Gule Wamkulu era um culto secreto, envolvendo uma dança ritual praticada entre os Chewa no Malawi, Zâmbia e Moçambique. Foi realizado por membros da irmandade Nyau, uma sociedade secreta de homens iniciados. Dentro da sociedade matrilinear tradicional dos Chewa, onde os homens casados desempenhavam um papel bastante marginal, os Nyau ofereciam um meio para estabelecer um contrapeso e solidariedade entre os homens de várias aldeias. Os membros do Nyau ainda são responsáveis pela iniciação dos jovens na vida adulta e pela realização do Gule Wamkulu no final do procedimento de iniciação, celebrando a integração dos jovens na sociedade adulta. (UNESCO/BPI) |              |